# Jishnu
Jishnu Raghavan Alingkil, född 23 april 1979 i Taliparamba, Kerala, död 25 mars 2016 i Kochi, Kerala, känd mononymt som Jishnu, var en indisk skådespelare som huvudsakligen medverkade i malayalafilmer inklusive tamilska och hindifilmer. Han var son till skådespelaren Raghavan. Han är mest känd för sin debutfilm Nammal (2002), för vilken han erhöll Kerala Film Critics Association Award för bästa debutskådespelare och Mathrubhumi Film Awards för bästa manliga debut. Hans sista film var Traffic (2016).

## Biografi
Jishnu var son till filmskådespelaren och regissören Raghavan och Shobha. Han gick i skolan i Chennai och senare i Bharatiya Vidya Bhavan i Thiruvananthapuram. Därefter studerade han maskinteknik vid National Institute of Technology Calicut.

## Skådespelarkarriär

### 1987, 2002–2006: debut och genombrott
Jishnu dök först upp som barnkonstnär i filmen Kilipattu från 1987 regisserad av hans far och den valdes ut för Indian Panorama. Han gjorde sin skådespelardebut i Malayalams bio som huvudroll i filmen Nammal 2002 tillsammans med nykomlingen Siddharth Bharathan, Bhavana och Renuka Menon regisserad av Kamal, vilket visade sig vara en kommersiell framgång och gav honom erkännande och popularitet. Hans framträdande i filmen gav honom Kerala Film Critics Award för bästa debutskådespelare och Mathrubhumi Film Awards för bästa manliga debut. Hans karriär följdes upp med huvudroller i Valathottu Thirinjal Nalamathe Veedu, Choonda, Freedom, Parayam, Two Wheeler och Njaan. Han spelade sedan biroller i Nerariyan CBI, Pauran, Yugapurushan och roll i Chakkara Muthu tillsammans med Dileep.

### 2012–2014: uppehåll och comeback
Tillsammans med några okrediterade filmer tog han en paus från filmbranschen för att arbeta med att utveckla informationsteknologi på landsbygden. Han återvände senare till filmbranschen och gjorde biroller i Nidra, Commons, 10 till 4 Banking Hours och en gästroll i Gwesty Ustad. Han erbjöds att agera i Prabhuvinte Makkal. År 2013 spelade han huvudrollerna i filmerna Annum Innum Ennum och Rebecca Uthup Kizhakkemala. Han experimenterade också med skådespeleri på Barry John Theatre Studios i Mumbai. Samma år signerade han sina kommande filmer Misfit tillsammans med Sidhartha Siva, Indian Coffee House och Iphone med sin far Raghavan och Vineeth, men dessa filmer släpptes inte på bio då han fick diagnosen cancer 2014.

### 2014–2016: ohälsa och sista film
Under Jishnus första cancerbehandling gjorde hans vänner kortfilmen Speechless. Den handlar om en högskolelektor vars liv drastiskt förändras av cancer. Huvudrollen spelas av filmproducenten Shafir Saith, som också är Jishnus vän. Innan hans behandling fortsatte gjorde han sin tamilska debut som huvudrollsinnehavare i filmen Kallappadam 2015 mot Lakshmi Priya Chandramouli och fick positiva recensioner. Han gjorde sin Bollywooddebut med en negativ roll i Traffic som släpptes 2016 och var hans sista film. Han har även medverkat i kortfilmen Karma Games med Aadarsh Balakrishna, som spelades in 2013 och släpptes 2017. Detta var hans regidebut. Adarsh Balakrishna hyllade Jishnu genom att släppa den här kortfilmen.

## Familj
Jishnu gifte sig 2007 med sin mångåriga flickvän Dhanya Rajan, som är arkitekt.

## Död
Jishnu fick diagnosen strupcancer 2014. Cancern gick i remission, fick sedan återfall 2015 och behandlades för det. Han dog av lungcancer vid 36 års ålder på Amrita-sjukhuset i Kochi.

## Filmografi

### Filmer
| År   | Titel                                | Roll               | Språk            | Ref.   |
| ---- | ------------------------------------ | ------------------ | ---------------- | ------ |
| 1987 | Cilipattu                            | Ett barn           | Första malayalam | [ 28 ] |
| 2002 | Nammal                               | Shivan             | Malayalam        | [ 29 ] |
| 2003 | Tunn                                 | Devan              | Malayalam        | [ 30 ] |
| 2003 | Valathottu Thirinjal Nalamathe Veedu | Ajith Shekhar      | Malayalam        | [ 31 ] |
| 2004 | Parayam                              | Raju               | Malayalam        | [ 32 ] |
| 2004 | Frihet                               | Sätt               | Malayalam        | [ 33 ] |
| 2005 | Paulan                               | Studentledare      | Malayalam        | [ 34 ] |
| 2005 | Nerariyan Cbi                        | Saikumar           | Malayalam        | [ 35 ] |
| 2006 | Chakkara Muthu                       | Jeevan George      | Malayalam        | [ 36 ] |
| 2008 | Njaan                                | Jishnu             | Malayalam        | [ 37 ] |
| 2010 | Yugapurushan                         | Ayyappan           | Malayalam        | [ 38 ] |
| 2012 | Nidra                                | Vishwan            | Malayalam        | [ 39 ] |
| 2012 | Vanlig                               | Jose Mash          | Malayalam        | [ 40 ] |
| 2012 | Ustad Hotell                         | Maharoof           | Malayalam        | [ 41 ] |
| 2012 | Banktid 10 till 4                    | Avinash Sekar      | Malayalam        | [ 42 ] |
| 2013 | Spelare                              | Harikrishnan       | Malayalam        | [ 43 ] |
| 2013 | Annum Innum Ennum                    | Shridhar Krishna   | Malayalam        | [ 44 ] |
| 2013 | Rebecca Uthup Kizhakkemala           | Kuruvila Kattingal | Malayalam        | [ 45 ] |
| 2015 | Kallappadam                          | Arun               | Först tamil      | [ 46 ] |
| 2016 | Trafik                               | Hemaan             | Första hindi     | [ 47 ] |

### Kortfilmer
| År   | Titel      | Språk | Ref.   |
| ---- | ---------- | ----- | ------ |
| 2017 | Karma spel | hindi | [ 48 ] |

## Utmärkelser
| År   | Tilldela                               | kategori                             | En film           | Resultat  |
| ---- | -------------------------------------- | ------------------------------------ | ----------------- | --------- |
| 2002 | Asianet Film Awards                    | Mest populära skådespelare           | Nammal            | Vann      |
| 2002 | Asianet Film Awards                    | Årets ungdomsikon                    | Nammal            | Vann      |
| 2002 | Kerala Film Critics Association Awards | Bästa skådespelare                   | Nammal            | Vann      |
| 2003 | Filmfare Awards South                  | Bästa skådespelare - Malayalam       | Nammal            | Vann      |
| 2003 | Mathrubhumi Film Awards                | Bästa manliga debut                  | Nammal            | Vann      |
| 2003 | Asianet Film Awards                    | Bästa skådespelare                   | Choonda           | Nominerad |
| 2006 | Asianet Film Awards                    | Hedrar Juryns särskilda pris         | Nerariyan Cbi     | Vann      |
| 2006 | Asianet Film Awards                    | Bästa skådespelare                   | Nerariyan Cbi     | Vann      |
| 2006 | Filmfare Awards South                  | Bästa manliga biroll                 | Nerariyan Cbi     | Vann      |
| 2006 | Asianet Film Awards                    | Bästa skådespelare i en negativ roll | Chakkara Muthu    | Nominerad |
| 2007 | Kerala Film Critics Association Awards | Särskilt jurypris för skådespeleri   | Chakkara Muthu    | Vann      |
| 2012 | Kerala Film Critics Association Awards | Andra bästa skådespelare             | Banktid 10 till 4 | Vann      |
| 2012 | SIIMA Awards                           | Bästa manliga biroll - Malayalam     | Nidra             | Vann      |
| 2013 | Asianet Film Awards                    | Bästa manliga biroll                 | Vanlig            | Vann      |
| 2013 | Filmfare Awards South                  | Bästa manliga biroll                 | Nidra             | Nominerad |
| 2013 | Vanitha Film Awards                    | Bästa manliga biroll                 | Nidra             | Vann      |
| 2014 | Kerala Film Critics Association Awards | Bästa skådespelare                   | Annum Innum Ennum | Vann      |
| 2014 | Vanitha Film Awards                    | Specialprestationer (herrar)         | Annum Innum Ennum | Vann      |
| 2015 | SIIMA Awards                           | Bästa manliga debut – Tamil          | Kallappadam       | Nominerad |
| 2017 | Zee Cine Awards                        | Bästa skådespelare i en biroll – Man | Trafik            | Nominerad |